# Progressive Conservative Association of Alberta
Die Progressive Conservative Association of Alberta (frz. Association progressiste-conservatrice de l’Alberta), bis 1959 Alberta Conservative Party genannt, ist eine konservative politische Partei in der kanadischen Provinz Alberta. Zwar ist die Partei ideologisch ähnlich ausgerichtet wie die Konservative Partei Kanadas auf Bundesebene, doch sind die beiden Parteien organisatorisch unabhängig. Sie regierte die Provinz ununterbrochen von 1971 bis 2015.

## Geschichte
Die Conservative Party of Alberta entstand aus der von 1898 bis 1905 bestehenden Northwest Territories Liberal-Conservative Party heraus. Bei den ersten Wahlen zur Legislativversammlung von Alberta konnten die vom späteren kanadischen Premierminister Richard Bedford Bennett angeführten Konservativen nur gerade zwei Sitze erringen. 1913 gelang der erste Durchbruch mit dem Gewinn von 18 Sitzen und 45 % der Wählerstimmen. Aufgrund interner Differenzen verlor die Partei jedoch immer mehr an Einfluss und errang 1921 keinen einzigen Sitz, da sich die ländlich-konservative Wählerbasis fast geschlossen den United Farmers of Alberta (UFA) zugewandt hatte.
Während der nächsten fünfzig Jahre gelang es den Konservativen nie, in mehr als einem halben Dutzend Wahlkreisen zu gewinnen. Sie konnten auch nicht vom Zusammenbruch der UFA-Regierung im Jahr 1935 profitieren, da nun die Social Credit Party of Alberta die konservativen Wählerschichten repräsentierte. 1940, 1944 und 1948 traten überhaupt keine konservativen Kandidaten zur Wahl an. 1959 erfolgte die Umbenennung in Progressive Conservative Association of Alberta, eine Anpassung an den Namen der föderalen Progressiv-konservativen Partei.
1965 wurde Peter Lougheed neuer Vorsitzender und reformierte die relativ unbedeutend gewordene Partei. Er verband Wirtschaftskonservatismus mit einem betont urbanen und modernen Image. Dadurch gelang es den Progressiv-Konservativen, in den rasch wachsenden Großstädten Calgary und Edmonton Fuß zu fassen. Bei den Wahlen 1971 konnten sie um über 20 Prozent zulegen, wurden zur stärksten Partei und stellten erstmals die Regierung.
Nachdem die Social Credit Party die Provinzpolitik während Jahrzehnten dominiert hatte, fiel diese Rolle nun den Progressiv-Konservativen zu. Unter Lougheeds Nachfolger Don Getty nahm der Wähleranteil zwar deutlich ab, war aber immer noch hoch genug, um die Mehrheit der Sitze zu erringen. Ralph Klein steuerte im Gegensatz zu seinen eher zentristischen Vorgängern einen ausgeprägten Rechtskurs (im selben Zeitraum, als die Reformpartei auf Bundesebene Erfolge feierte). 2006 übernahm Ed Stelmach das Amt des Parteivorsitzenden, 2011 folgte mit Alison Redford die erste Frau, die die Partei wieder näher in die Mitte rückte, um die Konkurrenz der rechtspopulistischen Wildrose Party zu schwächen.
Redford musste im März 2014 wegen eines Spesenskandals zurücktreten, was die Partei in eine schwere Vertrauenskrise stürzte. Dave Hancock übernahm interimistisch ihre Ämter. Jim Prentice, früherer Minister im Kabinett des kanadischen Premierministers Stephen Harper, wurde im September 2014 zum neuen Vorsitzenden gewählt. Als Premierminister gelang es ihm, elf Parlamentarier der Wildrose Party (darunter deren Parteivorsitzende) zum Parteiwechsel zu bewegen. Durch diesen scheinbaren Erfolg beflügelt, rief er vorgezogene Neuwahlen aus. Sein Kalkül ging jedoch nicht auf: Der sozialdemokratischen Alberta New Democratic Party gelang am 5. Mai 2015 ein erdrutschartiger Sieg, während die Progressiv-Konservativen nur noch zehn Sitze gewannen und damit lediglich drittstärkste Kraft wurden. Damit endete nach 44 Jahren die längste Regierungszeit einer kanadischen Provinzpartei.

## Wahlergebnisse
Ergebnisse bei den Wahlen zur Legislativversammlung:
| Wahl | Sitze total      | Kandi- daten     | Gew. Sitze       | Stimmen          | Anteil           |
| ---- | ---------------- | ---------------- | ---------------- | ---------------- | ---------------- |
| 1905 | 25               | 23               | 2                | 9.316            | 37,13 %          |
| 1909 | 41               | 29               | 2                | 15.848           | 31,69 %          |
| 1913 | 56               | 56               | 18               | 43.737           | 45,10 %          |
| 1917 | 58               | 48               | 19               | 47.055           | 41,79 %          |
| 1921 | 61               | 13               | 0                | 32.734           | 10,98 %          |
| 1926 | 60               | 56               | 4                | 40.091           | 22,10 %          |
| 1930 | 63               | 18               | 6                | 27.954           | 14,85 %          |
| 1935 | 63               | 39               | 2                | 19.358           | 6,41 %           |
| 1940 | nicht angetreten | nicht angetreten | nicht angetreten | nicht angetreten | nicht angetreten |
| 1944 | nicht angetreten | nicht angetreten | nicht angetreten | nicht angetreten | nicht angetreten |
| 1948 | nicht angetreten | nicht angetreten | nicht angetreten | nicht angetreten | nicht angetreten |
| 1952 | 61               | 12               | 2                | 10.971           | 3,67 %           |
| 1955 | 61               | 26               | 3                | 34.757           | 9,19 %           |
| 1959 | 65               | 60               | 1                | 98.730           | 23,88 %          |
| 1963 | 63               | 33               | 0                | 51.278           | 12,71 %          |

| Wahl | Sitze total | Kandi- daten | Gew. Sitze | Stimmen | Anteil  |
| ---- | ----------- | ------------ | ---------- | ------- | ------- |
| 1967 | 65          | 47           | 6          | 129.544 | 26,00 % |
| 1971 | 75          | 75           | 49         | 296.934 | 46,40 % |
| 1975 | 75          | 75           | 69         | 369.764 | 62,65 % |
| 1979 | 79          | 79           | 74         | 408.097 | 57,40 % |
| 1982 | 79          | 79           | 75         | 588.485 | 62,28 % |
| 1986 | 83          | 83           | 61         | 366.783 | 51,40 % |
| 1989 | 83          | 83           | 59         | 367.244 | 44,29 % |
| 1993 | 83          | 83           | 51         | 439.981 | 44,49 % |
| 1997 | 83          | 83           | 63         | 483.914 | 51,17 % |
| 2001 | 83          | 83           | 74         | 627.252 | 61,91 % |
| 2004 | 83          | 83           | 62         | 417.092 | 46,83 % |
| 2008 | 83          | 83           | 72         | 501.028 | 52,66 % |
| 2012 | 87          | 87           | 61         | 567.060 | 43,95 % |
| 2015 | 87          | 87           | 10         | 412.955 | 27,80 % |

## Parteivorsitzende
| Name                    | Vorsitz   | Premier   |
| ----------------------- | --------- | --------- |
| Richard Bedford Bennett | 1905      |           |
| Albert Robertson        | 1905–1909 |           |
| Richard Bedford Bennett | 1909–1910 |           |
| Edward Michener         | 1910–1917 |           |
| George Hoadley          | 1917–1920 |           |
| James Ramsey            | 1920–1921 |           |
| Albert Ewing            | 1921–1925 | interim   |
| John Smith Stewart      | 1921–1925 |           |
| Alexander McGillivray   | 1925–1930 |           |
| David Milwyn Duggan     | 1930–1942 |           |
| vakant                  | 1942–1952 |           |
| John Percy Page         | 1952–1958 |           |
| Cam Kirby               | 1958–1959 |           |
| Ernest Watkins          | 1959–1962 |           |
| Milt Harradence         | 1962–1965 |           |
| Peter Lougheed          | 1965–1985 | 1971–1985 |
| Don Getty               | 1985–1992 | 1985–1992 |
| Ralph Klein             | 1992–2006 | 1992–2006 |
| Ed Stelmach             | 2006–2011 | 2006–2011 |
| Alison Redford          | 2011–2014 | 2011–2014 |
| Dave Hancock (interim)  | 2014      | 2014      |
| Jim Prentice            | 2014–2015 | 2014–2015 |
| Ric McIver (interim)    | 2015–     |           |